# Armen Mkrttschjan
Armen Mkrttschjan (armenisch Արմեն Մկրտչյան; englisch Armen Mkrtchyan; * 6. Oktober 1973 in Wedi, Armenische SSR, Sowjetunion) ist ein ehemaliger armenischer Ringer. Er wurde 1994 Europameister und gewann bei den Olympischen Spielen 1996 eine Silbermedaille jeweils im freien Stil im Halbfliegengewicht.

## Werdegang
Armen Mkrttschjan begann als Jugendlicher 1986 mit dem Ringen. Er konzentrierte sich dabei auf den freien Stil. Während seiner aktiven Zeit war er Mitglied des Sportclubs Ararat Veti. Einer seiner Trainer war Hrant Jenokjan. Der 1,53 Meter große Athlet startete immer in der leichtesten Gewichtsklasse des Männerringes. Dies war bis 1996 das Halbfliegengewicht (bis 48 kg) und seit 1997 das Fliegengewicht (bis 54 kg). Nach Beendigung seiner internationalen Ringerkarriere emigrierte er 2002 nach Deutschland und ging dort noch einige Jahre lang für die RWG Mömbris-Königshofen an den Start. Danach wurde er Ringertrainer bei der TV Aachen-Walheim.
Zu Beginn seiner Laufbahn startete Mkrttschjan im Jahre 1990, in dem er bei der Junioren-Weltmeisterschaft in Istanbul teilnahm und dort auch den Weltmeistertitel gewann, noch für die Sowjetunion. Aber schon bei seinem nächsten internationalen Start tat er das für Armenien. Dies war die Junioren-Europameisterschaft 1992 in Székesfehérvár. Auch dort holte sich Armen Mkrttschjan den Titel.  1993 nahm er dann erstmals an einer internationalen Meisterschaft bei den Senioren teil. Er kam dabei bei der Europameisterschaft in Istanbul, bei der der Bulgare Marian Nedkow den Titel gewann, auf den 5. Platz. Im gleichen Jahr wurde er dann bei der Junioren-Weltmeisterschaft in Athen erneut Titelträger vor Wiktor Efteni aus der Ukraine. Im August 1993 nahm er auch noch an der Weltmeisterschaft in Toronto teil und belegte dort den 5. Platz.
1994 gewann Mkrttschjan dann seinen ersten internationalen Meistertitel bei den Senioren. Er wurde in Rom Europameister und besiegte dabei im Endkampf den Deutschen Reiner Heugabel. Bei der Ringer-Weltmeisterschaft dieses Jahres in Istanbul musste er aber noch Lehrgeld bezahlen, schied früh aus und belegte nur den 11. Platz. Bei der Europameisterschaft 1995 in Fribourg/Schweiz konnte er seinen Europameistertitel von 1994 nicht verteidigen. Er kam dort hinter Wugar Orudschow, Russland, László Óváry, Ungarn und Wiktor Efteni nur auf den 4. Platz. Dafür gewann er in diesem Jahr eine Bronzemedaille bei der Weltmeisterschaft in Atlanta hinter Wugar Orudschow und Alexis Vila aus Kuba.
Sehr erfolgreich verlief für Armen Mkrttschjan das Jahr 1996. Zunächst wurde er in Budapest hinter Wiktor Efteni, aber noch vor Wugar Orudschow Vize-Europameister und dann gewann er bei den Olympischen Spielen in Atlanta eine Silbermedaille. Auf dem Weg zu dieser Medaille besiegte er Jose Manuel Restrepo Gonzales aus Kolumbien, Rob Eiter, Vereinigte Staaten, Alexis Vila und Witali Railean aus Moldawien und im Finale musste er gegen Kim Il-ong aus Nordkorea mit 4:5 Punkten nur eine knappe Punktniederlage hinnehmen.
Im Jahre 1997 nahm der Internationale Ringerverband (FILA) eine Gewichtsklassen-Neueinteilung vor. Das Halbfliegengewicht (bis 48 kg) fiel ganz weg und das Fliegengewicht (bis 54 kg) wurde die leichteste Gewichtsklasse beim Männerringen. Armen Mkrttschjan kam in der neuen Gewichtsklasse Fliegengewicht nicht mehr so gut zurecht, wie im "alten" Halbfliegengewicht. Immerhin kam er bei der Europameisterschaft 1998 in Bratislava mit vier Siegen und zwei Niederlagen auf einen guten 5. Platz. Aber bei der Weltmeisterschaft 1999 in Ankara verlor er gegen Alexander Sacharjuk aus der Ukraine und Tümendembereliin Dsüünbajan aus der Mongolei und landete abgeschlagen auf dem 35. Platz.
Bei der Europameisterschaft 2000 in Budapest besiegte er Thomas Röthlisberger aus der Schweiz und Stanislaw Surdyka aus Polen und verlor gegen Amiran Kartanow aus Griechenland und belegte den 6. Platz. Für die Teilnahme an den Olympischen Spielen 2000 in Sydney konnte er sich nicht qualifizieren. Zum Abschluss seiner internationalen Ringerkarriere gewann Armen Mkrttschjan dann bei der Europameisterschaft 2001 in Budapest mit Siegen über Ludek Burian, Tschechien und Ion Blidari, Rumänien, einer Niederlage gegen Ghenadie Tulbea, Moldawien und einem Sieg über Mevlana Kulaç, Türkei, noch einmal eine Bronzemedaille.

## Internationale Erfolge
| Jahr | Platz  | Wettbewerb                              | Gewichtsklasse | Ergebnisse |
| 1990 | 1.     | Junioren-WM (Juniors) in Istanbul       | bis 46 kg      | vor Sim Kyun-ho, Südkorea und Kim Song-Il, Nordkorea |
| 1992 | 1.     | Junioren-EM (Espoirs) in Székesfehérvár | Halbfliegen    | vor Juri Senek, Russland, Wiktor Efteni, Ukraine und Jochen Richter, Deutschland |
| 1993 | 5.     | EM in Istanbul                          | Halbfliegen    | hinter Marian Nedkow, Bulgarien, İlyas Şükrüoğlu, Türkei, Viktor Efteni und Reiner Heugabel, Deutschland |
| 1993 | 1.     | Junioren-WM (Espoirs) in Athen          | Halbfliegen    | vor Wiktor Efteni, Nurdin Donbajew, Kirgisistan und Wladko Sokolow, Mazedonien |
| 1993 | 5.     | WM in Toronto                           | Halbfliegen    | hinter Alexis Vila Perdomo, Kuba, Wugar Orudschow, Belarus, Jung Soon-won, Südkorea und İlyas Şükrüoğlu |
| 1994 | 1.     | EM in Rom                               | Halbfliegen    | vor Reiner Heugabel, Wiktor Efteni und László Óváry, Ungarn |
| 1994 | 11.    | WM in Istanbul                          | Halbfliegen    | Sieger: Alexis Vila Perdomo vor Jung-Soon-won und Peter Jumschanow, Russland |
| 1995 | 3.     | Militär-WM                              | Halbfliegen    | hinter Wugar Orudschow und Kim Soon-Nam, Nordkorea, vor Beyhan Gülfiliz, Türkei und Reiner Heugabel |
| 1995 | 4.     | EM in Fribourg/Schweiz                  | Halbfliegen    | hinter Wugar Orudschow, László Óváry und Wiktor Efteni |
| 1995 | 3.     | WM in Atlanta                           | Halbfliegen    | hinter Wugar Orudschow und Alexis Vila Perdomo, vor Nader Rahmati, Iran und Georgi Christow, Bulgarien |
| 1996 | 2.     | EM in Budapest                          | Halbfliegen    | hinter Wiktor Efteni, vor Wugar Orudschow, Nikos Tsikuatseli, Griechenland und Witali Railean, Moldawien |
| 1996 | Silber | OS in Atlanta                           | Halbfliegen    | nach Siegen über Jose Manuel Restrepo Gonzales, Kolumbien, Rob Eiter, USA, Alexis Vila Perdomo und Witali Railean und einer Niederlage gegen Kim Il-Ong, Nordkorea                                                                                     |
| 1998 | 5.     | EM in Bratislava                        | Fliegen        | nach einem Sieg über Gotcha Kirkitadse, Georgien, einer Niederlage gegen Amiran Kartanow, Griechenland, Siegen über Jaanek Lips, Estland, Gheorghe Corduneanu, Rumänien und Mevlana Kulaç, Türkei und einer Niederlage gegen Murad Ramasanow, Russland |
| 1999 | 35.    | WM in Ankara                            | Fliegen        | nach Niederlagen gegen Alexander Sacharjuk, Ukraine und Tümendembereliin Dsüünbajan, Mongolei |
| 2000 | 14.    | Olympia-Qualif.-Turnier in Minsk        | Fliegen        | Sieger: Samuel Henson, USA vor Meng Haibo, Volksrepublik China und Herman Kontojew, Belarus |
| 2000 | 6.     | EM in Budapest                          | Fliegen        | nach Siegen über Thomas Röthlisberger, Schweiz und Stanislaw Surdyka, Polen und einer Niederlage gegen Amiran Kartanow |
| 2001 | 3.     | EM in Budapest                          | Fliegen        | nach Siegen über Ludek Burian, Tschechien und Ion Blidari, Rumänien, einer Niederlage gegen Ghenadie Tulbea, Moldawien und einem Sieg über Mevlana Kulaç                                                                                               |

## Erläuterungen
- alle Wettkämpfe im freien Stil
- OS = Olympische Spiele, WM = Weltmeisterschaft, EM = Europameisterschaft
- Halbfliegengewicht, bis 1996 bis 48 kg, danach abgeschafft, Fliegengewicht, von 1997 bis 2001 bis 54 kg Körpergewicht